# Heinz Schott (Medizinhistoriker)
Heinz Gustav Schott (* 8. August 1946 in Bergzabern) ist ein deutscher Medizinhistoriker, Hochschullehrer und Kommunalpolitiker. Seine Hauptarbeitsgebiete sind die Geschichte der Psychiatrie, die Medizin zur Goethezeit, alchemistische Medizin sowie Geschichte der Medizinischen Anthropologie. Schott hat mehrere Bücher zur Geschichte der Medizin verfasst oder herausgegeben.

## Leben
Nach dem Studium der Medizin von 1966 bis 1971 in Heidelberg, Glasgow (Royal Infirmary) und München wurde er 1974 bei Wolfgang Jacob am Pathologischen Institut in Heidelberg zum Dr. med. promoviert. 1975 erhielt er die Approbation als Arzt. Von 1972 bis 1977 studierte er Philosophie an den Universitäten München und Heidelberg. In Heidelberg wurde er 1977 bei Michael Theunissen zum Dr. phil. promoviert.
Von 1978 bis 1987 war er als Wissenschaftlicher Mitarbeiter am Institut für Geschichte der Medizin der Albert-Ludwigs-Universität Freiburg tätig. 1982 wurde er dort für das Fach Geschichte der Medizin habilitiert und 1983 zum Professor ernannt.
1987 ernannte ihn die Rheinische Friedrich-Wilhelms-Universität Bonn zum C4-Professor für Geschichte der Medizin und Direktor des Medizinhistorischen Instituts.
Von 2009 bis 2015 war Heinz Schott Vorstandsmitglied der Viktor-von-Weizsäcker-Gesellschaft.
Seit 1973 ist er mit der Kinderärztin Elisabeth Schott verheiratet, mit der er drei Kinder hat.

## Politik
Schott betätigte sich auch kommunalpolitisch. Für den Bürger Bund Bonn, eine freie Wählervereinigung, kandidierte er 1994 als Spitzenkandidat für den Bonner Stadtrat, 1999 und 2004 als Bonner Oberbürgermeister, wurde aber jeweils nicht gewählt.

## Ehrungen und Auszeichnungen
- Justinus-Kerner-Preis der Stadt Weinsberg 2002 (in Würdigung seines medizingeschichtlichen Werkes)
- Mitglied der Deutschen Akademie der Naturforscher Leopoldina (seit 2003)[2]

## Schriften
- Arbeit und Krankheit: Ein medizin-soziologischer Beitrag zur Problematik der Rehabilitation. Versuch einer wissenschaftskritischen Bestandsaufnahme. 1974 (Dissertation, Universität Heidelberg, Medizinische Gesamtfakultät, 1974). Erstpublikation der Doktorarbeit von 1974 mit einem aktuellen Nachwort, BoD – Books on Demand, Norderstedt 2021 (= SCHOTT's NEUE BIBLIOTHEK, Bd. 9), ISBN 978-3-7526-3876-9.
- Traum und Neurose: Erläuterungen zum Freudschen Krankheitsbegriff (= Jahrbuch der Psychoanalyse. Beiheft Nr. 5). Huber, Bern/Stuttgart/Wien 1979, ISBN 3-456-80661-2 (Dissertation, Universität Heidelberg, Philosophische Fakultät, 1978, unter dem Titel: Der Begriff der Krankheit und die Kritik der Wissenschaft).
- Zauberspiegel der Seele: Sigmund Freund und die Geschichte der Selbstanalyse (Sammlung Vandenhoeck). Vandenhoeck und Ruprecht, Göttingen 1985, ISBN 3-525-01408-2 (Habilitationsschrift an der Universität Freiburg (Breisgau) 1982).
- als Hrsg. mit Eduard Seidler: Bausteine zur Medizingeschichte. Heinrich Schipperges zum 65. Geburtstag. Franz Steiner Verlag, Stuttgart 1984 (= Sudhoffs Archiv, Beiheft 24), ISBN 3-515-04047-1.
- als Hrsg.: Meilensteine der Medizin. Harenberg Verlag, Dortmund 1996.
- mit Rainer Tölle: Geschichte der Psychiatrie: Krankheitslehren, Irrwege, Behandlungsformen. Beck, München 2006, ISBN 978-3-406-53555-0.
- mit Walter Bruchhausen: Geschichte, Theorie und Ethik der Medizin (= UTB. 2915). Vandenhoeck & Ruprecht, Göttingen 2008, ISBN 978-3-525-03711-9 (Vandenhoeck & Ruprecht), ISBN 978-3-8252-2915-3 (UTB).
- Magie der Natur. Historische Variationen über ein Motiv der Heilkunst, zwei Bände. Shaker Verlag, Aachen 2014, ISBN 978-3-8440-2444-9.